# Don Lippincott
Donald Fithian (Don) Lippincott (Philadelphia, 16 november 1893 – aldaar, 9 januari 1962) was een Amerikaanse atleet, die voor de Eerste Wereldoorlog succesvol op de sprint was. Hij won twee medailles op de Olympische Spelen. Hij was tevens van 1912 tot 1921 de eerste wereldrecordhouder op de 100 m.

## Loopbaan
Deze eer behaalde Lippincott door op 6 juli 1912 in Stockholm 10,6 s te lopen. Was deze lijst twee maanden eerder ingevoerd, dan zou de eer zijn toegekomen aan de Duitser Richard Rau, omdat deze dat jaar reeds tweemaal 10,6 had gelopen en eerder zelfs 10,5.
Op de Olympische Spelen van 1912 in Stockholm nam Don Lippingcott deel aan de 100 m en de 200 m. Op de 100 m won hij, na eerder in de series zijn wereldrecord van 10,6 te hebben gelopen, een bronzen medaille. Met een tijd van 10,9 eindigde hij achter zijn landgenoten Ralph Craig (goud; 10,8) en Alvah Meyer (zilver; 10,9). Op de 200 m verging het hem beter en veroverde hij een zilveren medaille in 21,8. Zijn landgenoot Ralph Craig werd opnieuw kampioen in 21,7, terwijl het brons naar de Brit Willie Applegarth ging in 22,0.
In 1913, een aantal dagen voor de dood van zijn trainer Mike Murphy, won Lippingcott op de IC4A-kampioenschappen op de 220 yd in 21,2. Hij kwam uit voor de University of Pennsylvania. In de Eerste Wereldoorlog zat hij bij de marine. Later werkte hij voor verschillende firma's als veiligheidsconsulent.

## Titels
- 1913:  IC4A-kampioen 220 yd - 1913

## Palmares

### 100 m
- 1912:  OS - 10,9 s

### 200 m
- 1912:  OS - 21,8 s